# Dincolo de limită (film)
Over the Edge (în română: “Dincolo de limită”) este un film din 1979, regizat de Jonathan Kaplan. Datorită publicității negative care a înconjurat o serie de  filme cu gangsteri tineri, cum ar fi The Warriors și Boulevard Nights, “Dincolo de limită” a avut o lansare limitată, neapărând în multe cinematografe. Matt Dillon, având 14 ani la moment, debutează în rolul principal.
Din cauza ilustrării rebeliunii adolescentine, a  consumului de droguri și alcool din rândul liceenilor, o descriere senzațională a vieții ghetourilor la sfârșitul anilor 1970, și o coloană sonoră pe care se găsesc formații ca Cheap Trick, The Cars și the Ramones, ”Dincolo de limită” a atins stadiul unui film cult și a fost o inspirație pentru videoclipul piesei “Smells Like Teen Spirit" de Nirvana și "Evil Eye" de Fu Manchu.
Potrivit comentariilor regizorului și a scenaristului, ”Dincolo de limită” a fost inspirat de evenimentele care au avut loc la Foster City, California, la începutul anilor 1970. Despre acele evenimente s-a scris într-un articol din 11 noiembrie 1973, intitulat "Mouse Packs: Kids on a Crime Spree" publicat în The San Francisco Examiner. Există un mit care circulă pe internet potrivit căruia  autorul acestui articol a fost Charles S. Haas, care a fost co-autorul scenariului, dar în 2010 cu ocazia unei ecranizarari, Haas a dezvăluit faptul că articolul inițial nu a fost scris de el, ci de doi reporteri ai ziarului Examiner. Reporterii se numeanu James Finefrock și Bruce Koon.

## Distribuție
- Michael Eric Kramer în rolul lui Carl Willat
- Matt Dillon în rolul lui Richie White
- Pamela Ludwig în rolul lui Cory
- Harry Northup în rolul lui Sgt. Doberman
- Vincent Spano în rolul lui Mark Perry
- Tom Fergus în rolul lui Claude Zachary
- Andy Romano în rolul lui Fred Willat
- Ellen Geer în rolul lui Sandra Willat
- Richard Jamison în rolul lui Cole
- Julia Pomeroy în rolul lui Julia

## Albumul-soundtrack
Fața I
1. "Surrender" – Cheap Trick
2. "My Best Friend's Girl" – The Cars
3. "You Really Got Me" – Van Halen
4. "Speak Now or Forever Hold Your Peace" – Cheap Trick
5. "Come On (Part 1)" – Jimi Hendrix

Fața II
1. "Just What I Needed" – The Cars
2. "Hello There" – Cheap Trick
3. "Teenage Lobotomy" – Ramones
4. "Downed" – Cheap Trick
5. "All That You Dream" – Little Feat
6. "Ooh Child" – Valerie Carter